# Нафта випадкова
Нафта випадкова (рос. нефть случайная; англ. accidental oil; нім. zufälliges Erdöl n) ― нафта і газовий конденсат, які одержані в процесі буріння, випробування та освоєння свердловин і включені видобувним підприємством у загальний обсяг фактичного валового видобутку за звітний період.